# Henry Poole
Pour plus de détails, voir Fiche technique et Distribution.
Henry Poole (Henry Poole Is Here) est un film américain de Mark Pellington, sorti en 2008.

## Synopsis
Henry Poole a tout plaqué et a acheté une maison en banlieue dans le quartier de son enfance. Il a en effet appris qu'on lui a diagnostiqué une maladie qui lui laisse que quelques semaines à vivre. Il veut vivre le temps qui lui reste en paix et seul à manger de la pizza et à boire de la vodka. Mais cette solitude est freinée par l'apparition du visage du Christ sur son mur et par Esperanza, sa voisine. Mais ce dernier reste sceptique, considérant ce visage comme une tache sur le mur. Puis une sorte de larme de sang apparaît sur le mur, suivis de personnes qui affluent en masse pour toucher le visage afin d'obtenir un "miracle". Loin de cette agitation, il rencontre sa voisine Dawn, qui vit avec sa fille Milly, six ans...

## Fiche technique
- Titre original : Henry Poole Is Here
- Réalisation : Mark Pellington
- Scénario : Albert Torres
- Musique : John Frizzell
- Image : Eric Schmidt
- Montage : Lisa Zeno Churgin
- Distribution des rôles : Deborah Aquila, Jennifer L. Smith et Mary Tricia Wood
- Création des décors : Richard Hoover
- Direction artistique : Karen Steward
- Décorateur de plateau : Susan Lynch
- Création des costumes : Wendy Chuck
- Pays :  États-Unis
- Durée : 99 minutes
- Genre : Comédie dramatique
- Date de sortie en salles :
  -  États-Unis : 15 août 2008 (sortie limitée)
- Date de sortie en vidéo :
  -  France : 21 janvier 2009

## Distribution
- Luke Wilson (VF : Philippe Valmont) : Henry Poole
- Adriana Barraza (VF : Brigitte Virtudes) : Esperanza Martinez
- Radha Mitchell (VF : Rafaèle Moutier) : Dawn Stupek
- Morgan Lily : Millie Stupek
- George Lopez : Father Salazar
- Rachel Seiferth : Patience
- Richard Benjamin : Dr Fancher
- Cheryl Hines : Meg